# Christophe Vandevelde
Christophe Vandevelde est un acteur français.

## Biographie
Christophe Vandevelde suit la formation du Conservatoire national supérieur d'art dramatique de Paris dans les classes de Madeleine Marion, Catherine Hiegel et Stuart Seide (promotion 1995).
Au théâtre il joue les pièces du répertoire classique (Ibsen, Molière, Tchekhov) sous la direction de Stéphane Braunschweig, Patrick Pineau, Astrid Bas, Georges Lavaudant, et des créations contemporaines H.H de Jean-Claude Grumberg, Comme s'il en pleuvait de Sébastien Thiéry...
Au cinéma, il tourne avec Bertrand Tavernier, Anne Fontaine, Jacques Audiard, Riad Sattouf, Jean-François Richet, Laurent Tirard...

## Filmographie

### Cinéma
- 1996 : Capitaine Conan de Bertrand Tavernier
- 2000 : Sade de Benoît Jacquot : le peintre David
- 2001 : Sur mes lèvres de Jacques Audiard : Louis Carambo
- 2002 : Le Frère du guerrier de Pierre Jolivet : Le Casque
- 2005 : 13 Tzameti de Gela Babluani : Ludo
- 2006 : Les Flyings Ramirez de Denis Sebbah, court-métrage
- 2006 : Nouvelle Chance d'Anne Fontaine : Franck
- 2007 : Naissance des pieuvres de Céline Sciamma
- 2008 : La Fille de Monaco d'Anne Fontaine : Tony
- 2008 : L'Ennemi public nº 1 de Jean-François Richet : Gégé
- 2009 : Le Meilleur Ami de l'homme de Vincent Mariette, court-métrage
- 2009 : Les Beaux Gosses de Riad Sattouf : David
- 2012 : Dépression et des potes de Arnaud Lemort : Le commissaire
- 2012 : Mes héros d'Éric Besnard
- 2012 : Astérix et Obélix : Au service de Sa Majesté de Laurent Tirard
- 2013 : Ouf de Yann Coridian : prof d'EPS
- 2013 : Tu seras un homme de Benoît Cohen : le kiné
- 2014 : Fadhma N’Soumer de Belkacem Hadjadj : Beauprêtre
- 2015 : Un peu, beaucoup, aveuglément de Clovis Cornillac : Régisseur Trianon
- 2015 : Lolo de Julie Delpy : Gérard
- 2015 : La Fille du patron d'Olivier Loustau : Nico, le drh
- 2016 : Les Têtes de l'emploi de Alexandre Charlot et Franck Magnier : Sylvain Paillet
- 2017 : Plonger de Mélanie Laurent : le galériste
- 2018 : Une fois comme jamais de Céline Pouillon : Christophe
- 2019 : Selfie de Thomas Bidegain, Marc Fitoussi, Tristan Aurouet, Cyril Gelblat et Vianney Lebasque : prof d'EPS
- 2020 : La Troisième Guerre de Giovanni Aloi
- 2023 : Bâtiment 5 de Ladj Ly : brigadier CRS
- 2023 : Un jour fille de Jean-Claude Monod : gardien de prison

### Télévision
- 1994 : Arrêt d'urgence de Denys Granier-Deferre, téléfilm
- 1995 : Les Cordier, juge et flic, épisode Un si joli témoin
- 2005 : Le Temps meurtrier de Philippe Monnier, téléfilm : Jeannot
- 2006 : Boulevard du Palais, épisode Rituels barbares : Dubuisson
- 2007 : Reporters de Gilles Bannier et Suzanne Fenn, épisode 1 : père de Noémie
- 2010 : Hero Corp de Simon Astier et Alban Lenoir : Le sbire de Hoodwink
- 2010 : Contes et nouvelles du XIXe siècle, épisode Un gentilhomme de Laurent Heynemann : Victor
- 2011 : Mister Bob de Thomas Vincent, téléfilm : Lieutenant Rossi
- 2012 : Nicolas Le Floch : L'Affaire de la rue des Francs-Bourgeois de Nicolas Picard-Dreyfuss : Richter
- 2013 : Tiger Lily, 4 femmes dans la vie, épisode San Francisco : Hubert
- 2014 : Le Système de Ponzi de Dante Desarthe, téléfilm : Commissaire O'Brien
- 2016 : Le Passe-muraille de Dante Desarthe, téléfilm
- 2017 : Juste un regard de  Harlan Coben, épisode 4 : Olivier Losdat
- 2017 : Missions de Julien Lacombe, série : le commandant Martin Najac
- 2020 : Dix pour cent, saison 4, épisode 1
- 2020 : Les Mystères de Paris, série d'animation de Véronique Puybaret et Matthieu Dubois

## Théâtre
- 1993 : Jeune homme en colère de John Osborne, Festival d'Avignon
- 1994 : Noises d'Enzo Cormann, m.e.s. Valia Boulay, Studio 34
- 1995 : Qu'une tranche de pain de Rainer Werner Fassbinder, mes Bruno Bayen, théâtre de la Bastille
- 1995 : Les Trois Mousquetaires d'Alexandre Dumas, mes Jean-Marie Lecoq, Nanterre
- 1996 : Peer Gynt d'Henrik Ibsen, mes Stéphane Braunschweig, Théâtre de Gennevilliers
- 1996 : Titre provisoire de et mes Jean-Marie Patte, MC93 Bobigny
- 1996 : L'Avare de Molière, mes Ophélie Koering, Jeune Théâtre National
- 1997 : Le Miracle de Gyoyrgy Schwajda, mes Michel Didym, Théâtre de la Colline
- 1998 : Demi jour de et mes Jean-Marie Patte, Théâtre de la Bastille
- 1999 : Saleté de Robert Schneider, mes Balazs Gera, Centre Dramatique National de Forbach
- 2000 : Tes de et mes Jérôme Robart, Théâtre Gérard Philippe
- 2001 : Enquête sur l'affaire des roses, mes Balazs Gera, Théâtre du Rond-Point
- 2001 : Lear d'Edward Bond, mes Christophe Perton, Théâtre de la Ville
- 2002 : L'Association de et mes David Lescot, Théâtre de l'Aquarium
- 2003 : Matériau Platonov d'Anton Tchekhov, mes Astrid Bas, Théâtre National de l'Odéon
- 2003 : La Maison du peuple d'Eugène Durif, mes Michel Cerda, Centre dramatique national de Dijon
- 2005 : Existence d'Edward Bond, mes Jean-Pierre Berthommier, Poitiers
- 2005 : H.H de et mes Jean-Claude Grumberg, Théâtre ouvert
- 2007 : Les Trois Sœurs d'Anton Tchekhov, mes Astrid Bas, Théâtre National de l'Odéon
- 2008 : Habbat Alep de Gustave Akakpo, mes Balazs Gera, Théâtre du tarmac de la Villette
- 2009 : L'Européenne de David Lescot, création au CDN de Reims, Opéra San Carlo, Festival international de Naples, Théâtre des Abbesses
- 2009 : La Nuit de l'iguane de Tennessee Williams, mes Georges Lavaudant, MC93 Bobigny
- 2010 : Eneas Neuf de Frédéric Constant, Théâtre Paris Villette
- 2011 : Le Dragon d'or de Roland Schimmelpfennig, mes Claudia Stavisky
- 2011 : Une nuit arabe de Roland Schimmelpfennig, mes Claudia Stavisky, Théâtre des Célestins de Lyon
- 2012 : Le Suicidé de Nikolaï Erdman, mes Patrick Pineau, tournée
- 2013 : Comme s'il en pleuvait de Sébastien Thiéry, mes Bernard Murat, Théâtre Edouard VII

- 2013 : Les Eaux lourdes de Christian Siméon, mes Thierry Falvisaner, Avignon
- 2014 : Le Conte d'hiver de William Shakespeare, mes Patrick Pineau, tournée
- 2016 : L'Art de la comédie d'Eduardo de Filippo, mes Patrick Pineau, tournée
- 2017-2019 : Jamais seul de Mohamed Rouabhi, mes Patrick Pineau, tournée
- 2019-2020 : Cendrillon de Nicolas Isouard, mes Marc Paquien